# Национальный парк острова Рождества
Национальный парк острова Рождества — национальный парк Австралии, расположенный на острове Рождества.

## Физико-географическая характеристика
Национальный парк занимает 85 км², что составляет две трети площади острова. Он расположен глубоко в Индийском океане, в 2600 км к северо-западу от Перта и в 500 км к югу от Джакарты. парк также включает акваторию шириной 50 м от береговой линии на протяжении 46 км.
Остров Рождества является вершиной подводной горы, у которой высокие береговые скалы переходят в центральное плато. Климат экваториальный, сезон дождей с декабря по апрель.

## Флора и фауна
Растительный и животный мир острова уникален и очень эндемичен.
Несмотря на то, что многие виды не описаны, известно, что на острове обитает не менее 225 животных-эндемиков. Эндемиками острова являются Fregata andrewsi, Papasula abbotti, Ducula whartoni, Ninox natalis, Zosterops natalis. В общей сложности на острове гнездится 23 вида птиц — 80 тысяч особей. Остров известен крупнейшей популяцией крабов, которая составляет десятки миллионов особей, представляющих более 20 земноводных и полуземноводных видов, включая Birgus latro, Coenobita perlatus, Coenobita brevimanus, Ocypode ceratophthalmus, Discoplax celeste, Gecarcoidea natalis. На острове обитало пять видов млекопитающих: Rattus macleari и Rattus nativitatus считаются вымершими, Crocidura attenuata trichura находится под угрозой исчезновения, популяции Pipistrellus murrayi и Pteropus melanotus natalis продолжают падать. Кроме того, на остров было завезено четыре вида млекопитающих: Rattus rattus, Mus musculus, Felis catus и Canis familiaris. На острове обитает несколько видов рептилий, включая пять эндемиков: Crytptoblepharus egeriae, Emoia nativitatis, Cyrtodactylus sadleiri, Lepidodactylus listeri, Ramphotyphlops exocoeti и несколько завезённых видов: Gehyra mutilata, Hemidactylus frenatus, Ramphotyphlops braminus, Lycodon aulicus capucinus, Lygosoma bowringii. На острове обитает 14 видов улиток, 28 видов бабочек, 70 видов мотыльков, 90 видов жуков, 30 видов пауков, один скорпион, 5 ложных скорпионов. В акватории парка также обитает 88 видов кораллов и более 650 видов рыб.
|               |                     |                   |
| Borbo cinnara | Gecarcoidea natalis | Euchrysops cnejus |

На плато во внутренней части острова преобладают дождевые вечнозелёные леса, высота деревьев неравномерна, некоторые деревья на 10 метров превышают средний уровень, который составляет 40 метров, на деревьях растут папоротники и орхидеи, подлесок представлен молодыми пальмами, лилиями и папоротниками. Для склонов характерны полу-лиственные лиса с высотой деревьев 15-30 метров и большими вкраплениями молодых пальм. В этих лесах обитают десятки миллионов крабов, которые вычищают подлесок. На скалах покрытых небольшим слоем почвы выживают открытые лиственные леса с вкраплениями трав, которые приспособились к жизни в тяжёлых климатических условиях, когда их часто забрызгивает солёной водой от разбивающихся волн.
237 видов растений характерны для острова. 17 из них являются эндемиками: Abutilon listeri, Arenga listeri, Asplenium listeri, Asystasia alba, Brachypeza archytas, Colubrina pedunculata, Dicliptera maclearii, Dendrocnide peltata, Flickeringia nativitatis, Grewia insularis, Hoya aldrichii, Ischaemum nativitatis, Pandanus christmatensis, Pandanus elatus, Phreatia listeri, Peperromia rossii, Zehneria alba, Zeuxine exilis. Ещё 230 видов растений не являются характерными для острова и были завезены людьми.
|                    |                |                   |
| Senna occidentalis | Hoya aldrichii | Cyperus javanicus |

Более 70 лет назад на остров был завезён Anoplolepis gracilipes. Этот вид муравьёв распространился по всему острову, что привело к уменьшению популяции Gecarcoidea natalis (30 миллионов крабов погибло, что составляет четверть популяции острова). В результате изменился состав лесов и полей острова, что привело к уменьшению площади земель, пригодных для обитания редких видов животных и птиц, популяция которых сокращалась во второй половине XX века.

## Взаимодействие с человеком

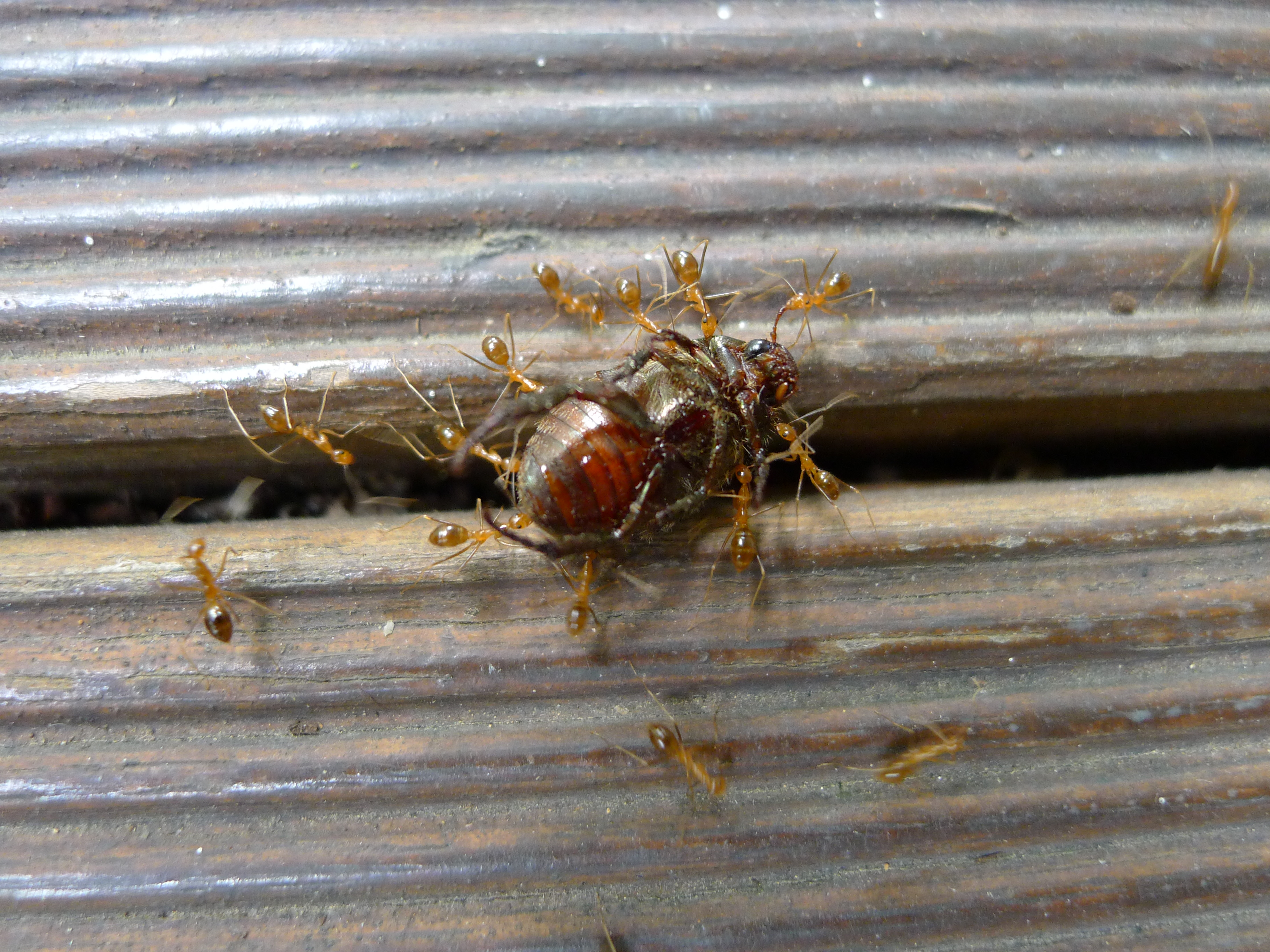
Муравьи с добычей

Значимость биоразнообразия острова была впервые отмечена в конце XIX века специалистом британского музея Эндрусом.
В 1960-х годах первичные запасы фосфата истощились и добыча перешла на западную, не тронутую до этого, часть острова. Это показало влияние на популяцию Papasula abbotti, что было подтверждено комитетом по окружающей среде в 1974 году, после чего было предложено создание природоохранной зоны. Парк был создан в 1980 году и включал юго-западную оконечность острова. Парк несколько раз расширялся: в 1983, 1986 и 1989 годы(по другим данным в 1985 и 1989 годы). Вся территория острова является объектом особой значимости BirdLife International.
В 2000 году начала работу программа по контролю популяции муравьёв, в результате действия которой около 95 % острова было очищено от этих насекомых, что привело к стабилизации численности Ducula whartoni и Ninox natalis. Так как других видов муравьёв на острове не обитает, то используются специальные средства. Вместе с тем, так как муравьи живут на острове достаточно давно, их полное истребление считается нецелесообразным и контроль над численностью популяции муравьёв остаётся приоритетным в работе на острове.